# Горобченко, Владимир Дмитриевич
Владимир Дмитриевич Горобченко (1937 — 1992, Москва) — российский физик, лауреат Государственной премии СССР (1969).

## Биография
Родился в 1937 году.
Окончил Московский физико-технический институт (1960).
Работал в Институте атомной энергии им. Курчатова: младший научный сотрудник, с 1970 г. старший научный сотрудник.
Кандидат физико-математических наук (1967).

## Научные труды
Диссертация:
- Измерение величин и знаков внутренних магнитных полей на ядрах Co⁶⁰ в пермендюре и на ядрах Au¹⁹⁸ и Sb¹²² в железе и никеле : диссертация … кандидата физико-математических наук : 01.00.00. — Москва, 1967. — 124 с. : ил.

Сочинения:
- Самойлов Б. Н., Скляревский В. В., Горобченко В. Д., Степанов Е. П. Асимметрия β-излучения ядер Co 60, поляризованных в сплаве кобальта с железом. // ЖЭТФ, 1961, т. 40, вып. 6, стр. 1871;
- Самойлов Б. Н., Скляревский В. В., Горобченко В. Д. Определение знака локального магнитного поля на ядрах золота, растворенного в железе и никеле. // ЖЭТФ, 1961, т. 41, вып. 6 (12), стр. 1783.
- Горобченко В. Д., Максимов Е. Г. Диэлектрическая проницаемость взаимодействующего электронного газа. // УФН 130, с. 65—111 (1980)
- Афанасьев A. M., Горобченко В. Д. К теории «вырожденных» мессбауэровских спектров сверхтонкой структуры мессбауэровской линии в парамагнетиках. // ЖЭТФ, 1971, т. 60, с. 283—297.
- Самосогласованное приближение для диэлектрической функции однородного электронного газа с учётом корреляций между частицами с антипараллельными спинами / В. Д. Горобченко, В. Г. Кон. — М.: ИАЭ, 1982. — 16 с.; 20 см. — (Препринт. / Ин-т атом. энергии им. И. В. Курчатова. ИАЭ-3530/9; ;).
- Спектры энергетических потерь электронов в отдельных компонентах сверхпроводящих висмутовых купратов / В. Д. Горобченко, М. В. Жарников. — М.: ИАЭ, 1990. — 20,[1] с. : граф.; 21 см. — (Препр. Ин-т атом. энергии им. И. В. Курчатова; ИАЭ-5163/9).

Соавтор переводов:
- Фрауэнфельдер, Ганс. Эффект Мессбауэра / Пер. с англ. В. Д. Горобченко и И. И. Лукашевича; Под ред. [и с предисл.] В. В. Скляревского. — М.: Атомиздат, 1964. — 140 с. : ил.; 20 см.

Последняя публикация датирована 1990 г.

## Награды и звания
- Государственная премия СССР (1969, в составе коллектива) — за открытие и исследование эффекта взаимодействия на ядрах немагнитных элементов в ферромагнетике и разработку нового метода поляризации атомных ядер.